# Pasto
Pasto (officiellt namn: San Juan de Pasto) är en stad och kommun i sydvästra Colombia och är administrativ huvudort för departementet Nariño. Staden grundades 1539 och hade 327 935 invånare år 2008, med totalt 399 723 invånare i hela kommunen på en yta av 1 181 km².